# Felső-Pannon borrégió
A Felső-Pannon borrégió Magyarország hat borrégiójának egyike. Buda környéke és a felsőbb Duna-mente négy borvidéke (az Etyek–Budai, a Neszmélyi, a Móri, a Pannonhalmi) és a Soproni borvidék alkoja. Meszes talajú borvidékein kizárólag fehérborokat termelnek, a Soproni borvidék fő fajtája pedig a kékfrankos. A nemzetközi fajták – chardonnay, sauvignon blanc, rajnai rizling, tramini és ottonel muskotály – jelentős szerepet játszanak, de emellett jelen vannak hagyományos fajták is, mint az olaszrizling, a leányka és Móron az ezerjó. Korábban két külön borrégiót alkotott, az Észak-dunántúlit és az egy borvidékkel rendelkező Sopronit.

## Borvidékek
| Borvidék             | Terület | Terület     | Terület |
| Borvidék             | Teljes  | I. osztályú | Termő   |
| -------------------- | ------- | ----------- | ------- |
| Etyek–Budai borvidék | 5600    | 3927        | 1600    |
| Móri borvidék        | 2000    | 1459        | 900     |
| Neszmélyi borvidék   | 6500    | 4223        | 1400    |
| Pannonhalmi borvidék | 3900    | 3236        | 620     |
| Soproni borvidék     | 4287    | 3236        | 1770    |